# Spiritual Beggars
Spiritual Beggars es una banda de stoner metal de Halmstad, Suecia, formada por Michael Amott (Arch Enemy, Carcass, Carnage).

## Biografía
Spiritual Beggars fue fundada en 1994 por Michael Amott, cuando Amott dejó la banda inglesa de death metal Carcass. Spiritual Beggars debutó con el álbum Spiritual Beggars en 1994, y ha lanzado otras producciones cuando Michael Amott ha tenido tiempo (ya que es, en su mayor parte, un miembro de la banda de melodic death metal Arch Enemy), incluyendo Another Way to Shine de 1996, Mantra III de 1998, Ad Astra de 2000, y On Fire de 2002. 
Un nuevo álbum llamado Demons fue lanzado en Japón en marzo del 2005 y en Europa el 20 de junio de ese mismo año. Este disco fue distribuido como un solo CD y como un doble CD que incluye actuaciones en directo en Japón durante el 2003.
Su último álbum, "Return to Zero", se editó el 28 de septiembre de 2010. Está muy influenciado por Deep Purple y Black Sabbath, con una mayor presencia de Per Wiberg en teclados, menos pesado que "Demons" y canciones más melódicas en su repertorio.

## Miembros
- Michael Amott - Guitarra
- Apollo Papathanasio - Voz
- Sharlee D'Angelo - Bajo
- Per Wiberg - Teclados
- Ludwig Witt - Batería

### Miembros anteriores
- Janne "JB" Christoffersson - Voz
- Christian "Spice" Sjöstrand - Voz, Bajo
- Johnny Dordevic - Bajo
- Roger Nilson - Bajo

## Discografía

### Álbumes
- Spiritual Beggars (1994)
- Another Way to Shine (1996)
- Mantra III (1998)
- Ad Astra (2000)
- On Fire (2002)
- Demons (2005)
- Return to Zero (2010)
- Earth Blues (2013)
- Sunrise to Sundown (2016)

### Sencillos
- "Violet Karma" (1998)

### Otros Lanzamientos
- Live Fire (2005) (DVD)